# Dolganski jezik
Dolganski jezik (ISO 639-3: dlg), jedan od sjevernoturkijskih jezika, altajska porodica, kojim govori 4870 ljudi od 7261 (popis stanovništva Rusije iz 2002.) etničkih Dolgana na području ruske republike Sahe ili Jakutije.
Dolganski služi i kao kontaktni jezik na Tajmirskom poluotoku za Evenke, Nganasane ili Tavge i starosjedialčke Ruse. Postoji nekoliko publikacija na dolganskom. U upotrebi je i ruski.

## Vanjske poveznice
- Ethnologue (14th)
- Ethnologue (15th)